# Temple Longshan (Taipei)
Pour les articles homonymes, voir Temple Longshan.
Le temple Longshan (chinois traditionnel : 龍山寺 ; pinyin : lóngshān sì ; anglais : Lungshan Temple), aussi appelé temple Longshan de Manka (chinois traditionnel : 艋舺龍山寺 ; pinyin : měngjiǎ lóngshān sì ; anglais : Lungshan Temple of Manka), est un temple bouddhiste situé dans le district de Wanhua de Taipei, à Taïwan.
Initialement et principalement dédié au bodhisattva Guanyin, il héberge aussi des autels consacrés à des divinités taoïstes, et de manière plus générale à la religion traditionnelle chinoise.
Il est le temple taïwanais le plus important, ainsi que l'un des sites les plus religieux de l'île, représentant une grande valeur auprès des descendants des premiers immigrés chinois de la province du Fujian,.

## Histoire
L'origine du temple remonte à un groupe d'immigrants provenant des comtés de Chinchiang, Nanan et Huian dans la province continentale du Fujian, installés sur l'île taïwanaise dans le district de Manka depuis le début du XVIIIe siècle. Pieux disciples du temple Longshan situé dans leur contrée d'origine, ces derniers décident d'y édifier un second temple en 1738, puis de le nommer en l'honneur du lieu de culte originel une fois qu'ils se sont définitivement installés dans leur nouveau foyer. Le temple est parfois appelé temple Longshan de Manka, d'après le nom original du district. Il est dédié à Guanyin, bodhisattva de la compassion.
Outre les nombreuses rénovations à la suite des séismes, typhons et conflits armés, le temple est reconstruit au XXe siècle, de 1919 à 1924. Cette nouvelle construction est l'œuvre de l'architecte Wang Yi-shun, spécialisé dans la construction de temples dans le sud du Fujian (pendant la colonisation japonaise (1895-1945)).
En plus de son orientation originelle bouddhiste, il abrite aussi plusieurs autels dédiés à des divinités taoïstes, ce qui témoigne de la tolérance de la religion traditionnelle chinoise,.
Durant la Seconde Guerre mondiale, les édifices sont endommagés par les bombardements alliés du 8 juin 1945. La salle principale ainsi que l'annexe droite subissent des incendies, mais la statue de Guanyin, située au centre de cette salle principale, reste intacte.
Le gouvernement accorde au site le statut de site historique au 2e niveau le 19 août 1985. Une trentaine d'années plus tard, le 12 novembre 2018, il est classé sur le registre taïwanais des monuments nationaux par le ministère de la Culture. Avec le temple Dalongdong Baoan (en), également situé à Taipei, ils deviennent ce jour les 99e et 100e édifices à intégrer cette liste ; une cérémonie est tenue en présence de la ministre Cheng Li-chun.

## Architecture
Le temple contemporain est constitué par trois salles : une salle principale entourée par deux autres à l'avant et à l'arrière.
La salle avant est utilisée comme entrée et lieu de prière,.
La salle principale abrite la statue de Guanyin, divinité principale du temple, précieusement exposée entre deux autres bodhisattvas, Manjushri et Samantabhadra placés respectivement sur la gauche et la droite du hall,.
La salle arrière originale est édifiée à la fin du XVIIIe siècle. Elle est divisée en trois parties : au centre, elle est dédiée à Mazu, déesse des voyages maritimes, à gauche, au centre à Wenchang, dieu de la littérature, à droite à Guan Yu, dieu de la guerre. De manière générale, cette partie du temple abrite de nombreuses représentations de divinités, provenant toutes de temples détruits au début du XXIe siècle sur décision du gouvernement, dans le cadre du renouvellement urbain de Taipei,.